# Phrynarachne ceylonica
Phrynarachne ceylonica is een spinnensoort in de taxonomische indeling van de krabspinnen (Thomisidae).
Het dier behoort tot het geslacht Phrynarachne. De wetenschappelijke naam van de soort werd voor het eerst geldig gepubliceerd in 1884 door Octavius Pickard-Cambridge.